# Fritz-Ulrich-Schule Gemeinschaftsschule Heilbronn
Die Fritz-Ulrich-Schule Gemeinschaftsschule  ist eine Gemeinschaftsschule in der Karlstrasse 104 in Heilbronn.

## Geschichte
In der Schulplanung des Stadtplanungsamtes Heilbronn von 1963 wurde eine Überbelegung der Böckinger Reinöhlschule festgestellt, in deren Folge es auch zu einer Überbelegung der Grünewaldschule kam. Als Lösung wurde der sofortige Neubau einer weiteren Volksschule in Böckingen erachtet. Am 21. Mai 1964 fand der Grundsatzbeschluss des Gemeinderats zum Bau einer Volksschule am Längelter statt. Der Entwurf sah eine Sporthalle mit Lehrschwimmbecken sowie den Vorbehalt einer Erweiterungsmöglichkeit der Schule bei der weiteren Erschließung umliegender Wohngebiete vor. Das Lehrschwimmbecken erhielt letztlich einen eigenen Standort gesondert von der Turnhalle. Damit wurde der ursprüngliche Kostenvoranschlag von 6,829 Millionen um 130.000 DM gesenkt. Am 28. Juli 1966 wurden der Entwurfsplan und der Kostenanschlag in Höhe von 6,959 Millionen von Seiten der örtlichen Kommunalverwaltung genehmigt. Die Schule wurde nach Plänen des Heilbronner Hochbauamtes unter der Leitung des Baudirektors Daser und Oberbaurates Otzmann als Leiter des städtischen Hochbauamtes Heilbronn errichtet. Der erste Spatenstich erfolgte am 28. April 1967. Nach 16-monatiger Bauzeit wurde im September 1968 die Grundschule und nach 20-monatiger Bauzeit im Januar 1969 die Hauptschule für den Schulbetrieb freigegeben. Der Bau der Turnhalle war im April 1969 beendet. Aus Anlass des 80. Geburtstags des Heilbronner Ehrenbürgers Fritz Ulrich am 12. Februar 1968 fasste der Heilbronner Gemeinderat den Beschluss, ein „Geburtstagsgeschenk an den Ehrenbürger“ zu machen und die Schule im Rahmen der Einweihung am 8. Juli 1969 nach dem Heilbronner Chefredakteur, SPD-Politiker und langjährigen Landesinnenminister Fritz Ulrich zu benennen. Am Montag, dem 13. April 1970, wurde in der Böckinger Fritz-Ulrich-Schule das erste Lehrschwimmbecken der Stadt für den Betrieb freigegeben und am Montag, dem 4. Mai 1970, eingeweiht.
Die Turnhalle der Schule wurde durch einen Brand am 7. November 2012 zerstört. Brandursache war ein technischer Defekt am Antriebsmotor einer Dachluke. Im Februar 2014 beschloss der Gemeinderat einen Turnhallenneubau, verbunden mit einer Generalsanierung der gesamten Bausubstanz der Schule. Dieser Turnhallenneubau wurde nie ausgeführt. Aufgrund der maroden Gebäudestruktur wurde die Aufgabe des Schulgebäudes beschlossen. Nach dem Umzug der Schule in das Gebäude der Gerhart-Hauptmann-Schule, wurde das Gebäude 2022 abgerissen, um Platz für Bauland zu schaffen.

## Preise und Auszeichnungen
Die Deutsche Olympische Gesellschaft und die Gewerkschaft Erziehung und Wissenschaft organisierten einen Schwimmwettbewerb, wobei 1463 Schulen teilnahmen und die Fritz-Ulrich-Schule den ersten Platz gewann. Der Erfolg wurde dahingehend gedeutet, dass „der Erfolg der Schularbeit denen recht geben würde, die sich trotz Geldknappheit für den Bau eines Lehrschwimmbeckens eingesetzt hätten“. Im „Jugend trainiert für Olympia“ wurde die Fritz-Ulrich-Schule die beste Mannschaft in Nord-Württemberg. Bei einem Schülerwettbewerb des Landtags von Baden-Württemberg zur Förderung der politischen Bildung im Jahre 1993 errang die Schule den ersten Preis von 1843 eingereichten Arbeiten, 1994 errang die Schule den dritten Preis. 2021 erhielt die Schule für die innovative „Fritze-Challenge“ den Preis der Bürgerstiftung Heilbronn.

## Entwicklung zur Gemeinschaftsschule
Die Fritz-Ulrich-Schule ist eine der Starter-Gemeinschaftsschulen in Baden-Württemberg. Die Gemeinschaftsschule fand großen Zuspruch und wurde im Jahr 2014 sogar vierzügig. Aktuell ist sie durchgängig dreizügig.
Die Gemeinschaftsschule bereitet ihre Schülerinnen und Schüler auf die drei möglichen Schulabschlüsse vor, unterrichtet alle Kinder einer Altersstufe aber in gemeinsamen Lerngruppen. Dabei werden die Unterrichtsinhalte auf drei Niveaustufen vermittelt, die sich am Bildungsplan der Hauptschule, der Realschule und des Gymnasiums ausrichten. Besonderheiten der Fritz-Ulrich-Gemeinschaftsschule sind ihr Theater-Profil für alle Schülerinnen und Schüler in den Eingangsklassen 5 und 6 sowie die gymnasialen Profilfächer Naturwissenschaft und Technik (NwT), Spanisch und Musik/Theater.
Die Fritz-Ulrich-Schule ist seit Juni 2022 „Kulturschule“. Das bedeutet, dass kulturelles Lernen in der Schule fest verankert ist. Alle Schüler und Lernbegleiter sind aktiver Teil des kulturellen Schullebens. Kulturelle Aktivitäten und Projekte finden regelmäßig statt, wie z. B. die „Kulturwoche“ oder die Präsentation kultureller Projekte während der Schulversammlungen.
Die marode Gebäudestruktur und fehlender Brandschutz waren zuletzt Gründe für den Umzug der Fritz-Ulrich-Gemeinschaftsschule an den vormaligen Standort der Gerhart-Hauptmann-Schule im Februar 2018. Die Werkrealschulklassen der auslaufenden GHS fanden in der Wartbergschule ein neues Zuhause.
Es folgten fünf Jahre Umbau bei laufendem Schulbetrieb. Die Stadt Heilbronn investierte rund 23 Millionen Euro in den Erhalt der Bausubstanz, die energetische Ertüchtigung und die Umgestaltung des Schulbaus für die besonderen pädagogischen Bedürfnisse einer Gemeinschafts- und Ganztagsschule. Ebenfalls neu gestaltet wurde der südliche Schulhof. Am 20. Oktober 2023 wurde das fast fertige Gebäude im Rahmen einer kleinen Feierstunde eingeweiht. Bis zum Schuljahr 23/24 war ein Teil der Schüler in Containerklassen ausgelagert. Im laufenden Schuljahr 23/24 soll auch der Verwaltungstrakt (Sekretariat, Rektoriat/Konrektoriat, Lehrerzimmer) aus dem Container in die neuen Räume des Schulgebäudes umziehen.
Herzstück der umgestalteten Schule bilden zwei 13 Meter hohe Atrien, die sich über alle drei Geschosse des Schulbaus erstrecken. Entstanden sind sie nach den Plänen des Mannheimer Architekturbüros Blocher Partners durch Überdachung der ehemals offenen Innenhöfe. Eines der Atrien dient heute der Schule als Aula für kleine Veranstaltungen, das andere – in direkter Nachbarschaft zur neuen Mensa – als Lern- und Lebensort im Ganztagsbetrieb.
Neu eingerichtet wurden auch ein Musikraum, eine Lehrküche, ein Computerraum und ein Kunst- und Handarbeitsraum. Alle Klassenzimmer sind mit interaktiven Tafeln mit Whiteboards und Bildschirm ausgestattet. Das umgestaltete, lichtdurchflutete Foyer unterstreicht den einladenden Charakter der Schule. In der ehemaligen Hausmeisterwohnung sind Räume für Schulsozialarbeit und Beratung untergebracht. Zugleich wurde mit dem Einbau eines Aufzugs und Rampen die Schule barrierefrei gemacht.
Auch energetisch wurde das Gebäude während der Generalsanierung auf Vordermann gebracht. So wurde die 1850 Quadratmeter große Fassade optisch erneuert und gedämmt. Zudem wurden Dach und Fenster erneuert. Eine Luftwärmepumpe ergänzt die Gasheizung. Auf dem Flachdach erzeugt eine neue Photovoltaikanlage emissionsfreien Strom. Mit dem Erhalt der Bausubstanz, der Weiterverwendung von Materialien sowie der energetischen Ertüchtigung der Gebäudehülle und Haustechnik leistet die Sanierung einen Beitrag für nachhaltiges und klimagerechtes Bauen.
Neue Spiel- und Sportgeräte auf dem sanierten Südhof motivieren zur Bewegung in den Pausen und in der unterrichtsfreien Zeit. Viele Sitzgelegenheiten bieten die Möglichkeit zum Entspannen, aber auch zum Lernen im Freien. Mit der Neugestaltung der Außenanlagen sind alle Eingänge barrierefrei erreichbar.

## Rektoren von 1968 bis heute
| Jahr      | Rektoren           | Bemerkung |
| --------- | ------------------ | --- |
| 1968–1977 | Ernst Liebendörfer | Liebendörfer wurde 1914 in Böckingen geboren. Er arbeitete vor dem Krieg als Lehrer in Niederhofen, Rudersberg, Dürrenzimmern, Lehrensteinsfeld. Nach dem Krieg war er Schulleiter in Hößlinsülz und Reichertshausen. 1950 arbeitete er als Lehrer der Oberklassen der Grünewaldschule und als Pädagoge in Böckingen. 1963 wurde er Rektor der Reinöhlschule. 1968 wurde er Rektor an der Fritz-Ulrich-Schule. Er erhielt die silberne Ehrennadel des Württembergischen und Deutschen Leichtathletik-Verbandes. 1973 wurde Liebendörfer mit einer Urkunde des Ministerpräsidenten geehrt und erhielt als Geschenk ein Bild von Paul Klee. Er starb 2002.                                                              |
| 1977–1991 | Rolf Diefenbach    | Er war Rektor in Obersulm-Weiler und Löwenstein, bevor er an die Fritz-Ulrich-Schule kam. 1995 war er Schulrat am Schulamt Heilbronn, von 1995 bis zu seiner Verabschiedung 2009 leitete er das Seminar für Didaktik und Lehrerbildung in Heilbronn. |
| 1992–2000 | Arthur Lang        | Arthur Lang wurde 1938 in Hessen geboren und hatte eine Lehre als Heizungs- und Lüftungsbauer später als Installateur und Elektriker abgeschlossen. In den 1960er Jahren absolvierte er noch zwei Meisterprüfungen. Danach erwarb er die Hochschulreife. In den Jahren 1972–1976 besuchte er die Pädagogische Hochschule in Ludwigsburg. Er arbeitete als Lehrer an der Gemminger Grund- und Hauptschule und von 1977 bis 1988 an der Heilbronner Rosenauschule. In Nordheim war er Konrektor. Er war Vorsitzender der Lehrerplankommission „10. Klasse Physik“ und war Mitglied der Kommission „Fächerverbindendes Lehren und Lernen“. Lang erkrankte und musste im September 2000 vorzeitig den Ruhestand antreten. |
| 2001–2018 | Christiane Ziemer  | Ziemer studierte Lehramt in Niedersachsen. Nach der zweiten Ausbildungsphase machte sie eine Ausbildung zur Software-Entwicklerin. Seit 1993 ist sie im Schuldienst in Baden-Württemberg. Sie war Konrektorin an der Wilhelm-Hauff-Schule Heilbronn. Unter ihrer Leitung wurde die Fritz-Ulrich-Schule 2012 zur Gemeinschaftsschule, im Februar 2018 folgte schließlich der Umzug ins heutige Schulgebäude in der Karlstraße. Im Sommer 2018 wechselte Ziemer in leitender Funktion in den Personalrat. |
| 2018–2019 | Bernd Roos         | Kommissarische Schulleitung als Konrektor |
| 2019–2021 | Dr. Uta Dany       | Die Berlinerin war zuvor an einer Privatschule am Bodensee tätig. |
| 2021–2023 | Heiko Kramer       | Konrektor ab Juni 2021, Kommissarische Leitung ab August 2021 |
| 2023–?    | Patricia Lutz      | Studiendirektorin P. Lutz legte ihre beiden Staatsexamen in Heidelberg ab. Als Gymnasiallehrerin mit den Fächern Französisch und Spanisch kam P. Lutz bereits 2013 an die Fritz-Ulrich-Schule, um die Gemeinschaftsschule aufzubauen. Seit Februar 2023 ist P. Lutz Schulleiterin. |

## Beschreibung des historischen, abgerissenen Gebäudes in Böckingen
Der folgende Abschnitt beschreibt das 1968 fertiggestellte Erstgebäude der FUS am alten Standort in Böckingen.
Die Gebäude wurden in „konventioneller Bauweise“ bzw. „gemischter Bauweise als Massivbau“ mit einem Stahlbeton-Skelett und Ziegelmauerwerk, einer Holzdachkonstruktion mit Eterniteindeckung und Flachdächern mit Kiesschüttung errichtet. Im Rahmen der Einweihungsfeier meinte Rektor Liebendörfer:

„Die Stadt habe hier gezeigt, dass man auch ohne Prunk und Marmorfassaden eine schöne Schule bauen könne“

Die Schule gliedert sich auf einem Grundstück von 1,68 ha in einen Süd-, Zwischen- und Nordtrakt.

### Südtrakt
Der Bau im Süden ist die dreigeschossige Hauptschule mit zehn Stammklassen und fünf Fachräumen für Naturkunde, Zeichnen, Handarbeit, Werken und Hauswirtschaft.

### Zwischentrakt
Der viergeschossige Zwischenbau ist ein Eingangsgebäude mit einer überdachten Pausenhalle mit Verwaltung.
In der Vorhalle des Haupteinganges der Schule wurde im Rahmen der Einweihung der Schule, die Bronzebüste des Ehrenbürgers der Stadt Heilbronn und des Innenministers Fritz Ulrich aufgestellt. Die Büste ist ein Werk des Bildhauers Wilhelm Hager.

### Nordtrakt
Der nördliche Schulbau beheimatet die zweigeschossige Grundschule mit acht Stammklassen und einem Musiksaal, Hausmeisterwohnung, Turnhalle und Lehrschwimmbecken.

#### Lehrschwimmbecken
Das Lehrschwimmbecken erhielt an seiner Süd-Wand ein Klinker-Mosaik, das der Grafiker und Stadtrat Gerhard Binder entworfen hatte. Es zeigt den stilisierten Böckinger Hecht, Sonne, Segelboot und Vögel.
Laut Joachim Kölz verdient das schuleigene Lehrschwimmbecken besondere Beachtung: Das Lehrschwimmbecken in der Fritz-Ulrich-Schule setze „dem Trend zum Freizeitbad einen Kontrapunkt entgegen“. Statt der „Unübersichtlichkeit“ moderner Freizeitbäder präsentiere das Böckinger Bad „Überschaubarkeit von rationeller Strenge, getreu der Maxime form follows function – die Form ergibt sich aus der Funktion“.
Ernst Liebendörfer bezeichnete das Lehrschwimmbecken als „Kleinod“, das „der Fritz-Ulrich-Schule“ hier geschenkt worden sei und „dass seine Schule als erste allgemeinbildende Schule Heilbronns jetzt ein Lehrschwimmbecken erhalten habe“. Es ist das erste und auch das einzige Schwimmbad Böckingens. Der erste Platz, den die Fritz-Ulrich-Schule bei einem von der Deutschen Olympischen Gesellschaft und von der Gewerkschaft Erziehung und Wissenschaft organisierten Schwimmwettbewerb errang, wurde dahingehend interpretiert, dass „der Erfolg der Schularbeit denen recht geben würde, die sich trotz Geldknappheit für den Bau eines Lehrschwimmbeckens eingesetzt hätten“.

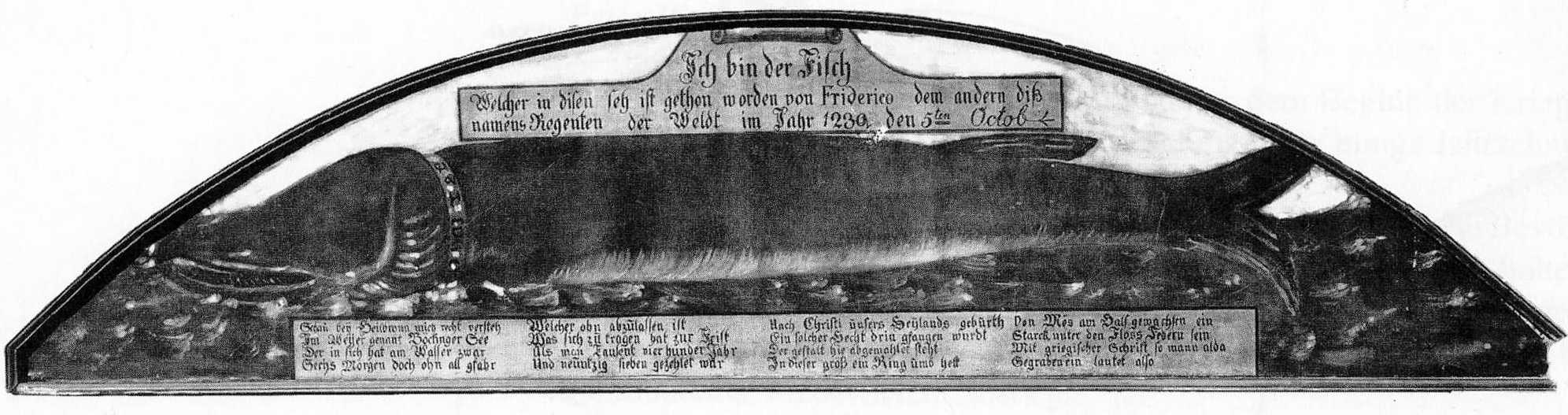